# JPMorganChase Tower
JPMorgan Chase Tower – ponad 305-metrowy drapacz chmur w Houston w Stanach Zjednoczonych. Został zaprojektowany przez I.M. Pei & Partners i 3D/International. Jego budowa rozpoczęła się w roku 1978, a zakończyła w 1982. Początkowo miał mieć 80 pięter, jednakże ze względów bezpieczeństwa ruchu lotniczego, zredukowano tę liczbę do 75 pięter. W chwili oddania do użytku był to jeden z 10 najwyższych budynków (miejsce 7), oraz najwyższy w Houston, gdzie do tej pory dzierży palmę pierwszeństwa. Przewyższył wybudowany w 1980 roku 1100 Louisiana. Jest to zaraz najwyższy budynek w Teksasie. Posiada 50 wind, a jego powierzchnia wynosi 120 773 m². Wykonano go głównie z granitu, stali i szkła. Na 60. piętrze znajduje się otwarty dla zwiedzających poziom obserwacyjny, otwarty w godzinach pracy. Przez wiele lat na dachu budynku znajdowało się lądowisko dla helikopterów, które jednak było używane bardzo rzadko. Budynek jest połączony z centrum miasta systemem tuneli. Poza celami biurowymi wykorzystywany jest dla gastronomii, handlu, jako punkt obserwacyjny i parking. 
W 1981 roku budynek otrzymał nagrodę American Consulting Engineers Council.